# Episodi di Vicini del terzo tipo (prima stagione)
La prima stagione della serie televisiva Vicini del terzo tipo (The Neighbors) è stata trasmessa dal canale televisivo statunitense ABC a partire dal 26 settembre 2012. Ordinati tredici episodi, il 29 ottobre 2012 il network ha ordinato nove script aggiuntivi, portando così la stagione 22 episodi.
In Italia la serie va in onda a partire dal 18 settembre 2013 sul canale satellitare Fox.
| nº | Titolo originale                                        | Titolo italiano             | Prima TV USA      | Prima TV Italia   |
| -- | ------------------------------------------------------- | --------------------------- | ----------------- | ----------------- |
| 1  | Meet the Neighbors                                      | Una strana comunità         | 26 settembre 2012 | 18 settembre 2013 |
| 2  | Journey to the Center of the Mall                       | Al centro commerciale       | 3 ottobre 2012    | 19 settembre 2013 |
| 3  | Things Just Got Real                                    | Una serata tra amici        | 10 ottobre 2012   | 20 settembre 2013 |
| 4  | Bathroom Etiquette                                      | Primo giorno di scuola      | 17 ottobre 2012   | 23 settembre 2013 |
| 5  | Halloween-ween                                          | Halloween-ween              | 24 ottobre 2012   | 24 settembre 2013 |
| 6  | Larry Bird and the Iron Throne                          | Buon non compleanno         | 31 ottobre 2012   | 25 settembre 2013 |
| 7  | 50 Shades of Green                                      | 50 sfumature di verde       | 7 novembre 2012   | 26 settembre 2013 |
| 8  | Thanksgiving Is for the Bird-Kersees                    | Riunione di famiglia        | 14 novembre 2012  | 27 settembre 2013 |
| 9  | Merry Crap-Mas                                          | Natale senza regali         | 5 dicembre 2012   | 30 settembre 2013 |
| 10 | Juan of the Dead                                        | Juan dei morti viventi      | 12 dicembre 2012  | 1º ottobre 2013   |
| 11 | The Gingerbread Man                                     | L'omino di marzapane        | 9 gennaio 2013    | 2 ottobre 2013    |
| 12 | Cold War                                                | Guerra all'influenza        | 16 gennaio 2013   | 3 ottobre 2013    |
| 13 | Dream Weavers                                           | Dream Weavers               | 23 gennaio 2013   | 4 ottobre 2013    |
| 14 | The Back Nine                                           | Il golf club                | 30 gennaio 2013   | 7 ottobre 2013    |
| 15 | Space Invaders                                          | Invasori alieni             | 6 febbraio 2013   | 8 ottobre 2013    |
| 16 | Mother Clubbers                                         | Mamme in pista              | 13 febbraio 2013  | 9 ottobre 2013    |
| 17 | Larry Bird Presents an Oscar-Winning Film by Larry Bird | La gara di compitazione     | 20 febbraio 2013  | 10 ottobre 2013   |
| 18 | Camping                                                 | Campeggio                   | 27 febbraio 2013  | 11 ottobre 2013   |
| 19 | I Believe I Can Drive                                   | Io so di poter guidare      | 6 marzo 2013      | 14 ottobre 2013   |
| 20 | Sing Like a Larry Bird                                  | Cantando come un Larry Bird | 13 marzo 2013     | 15 ottobre 2013   |
| 21 | Mo Purses Mo Money Mo Problems                          | Il puzzle è completo        | 20 marzo 2013     | 16 ottobre 2013   |
| 22 | It Has Begun...                                         | Si torna a casa             | 27 marzo 2013     | 17 ottobre 2013   |